# Córrego do Bom Jesus
Córrego do Bom Jesus is een gemeente in de Braziliaanse deelstaat Minas Gerais. De gemeente telt 3.824 inwoners (schatting 2009).